# بانتيوس
بانتيوس (بانيتيوس) الرودسي (نحو 185 - 110 قبل الميلاد) هو فيلسوف رواقي، نسبته إلى رودس.
تتلمذ على ذيوجانس السلوقي، ورحل معه هو وكرنيادس إلى روما حيث أقام فيها في الفترة ما بين 145 إلى 130 قبل الميلاد. صار سنة 129 ق.م رئيس مدرسة أثينا خلفًا لأنتفاطر الطرطوسي.

## روابط خارجية
- بانتيوس على موقع الموسوعة البريطانية (الإنجليزية)